# Pluckley
Pluckley – wieś w Anglii, w hrabstwie Kent, w dystrykcie Ashford. Leży 20 km na południowy wschód od miasta Maidstone i 72 km na południowy wschód od centrum Londynu. W 2001 miejscowość liczyła 1050 mieszkańców. Wieś uważana jest za nawiedzoną.